# Andreaskerk (Katwijk aan Zee)

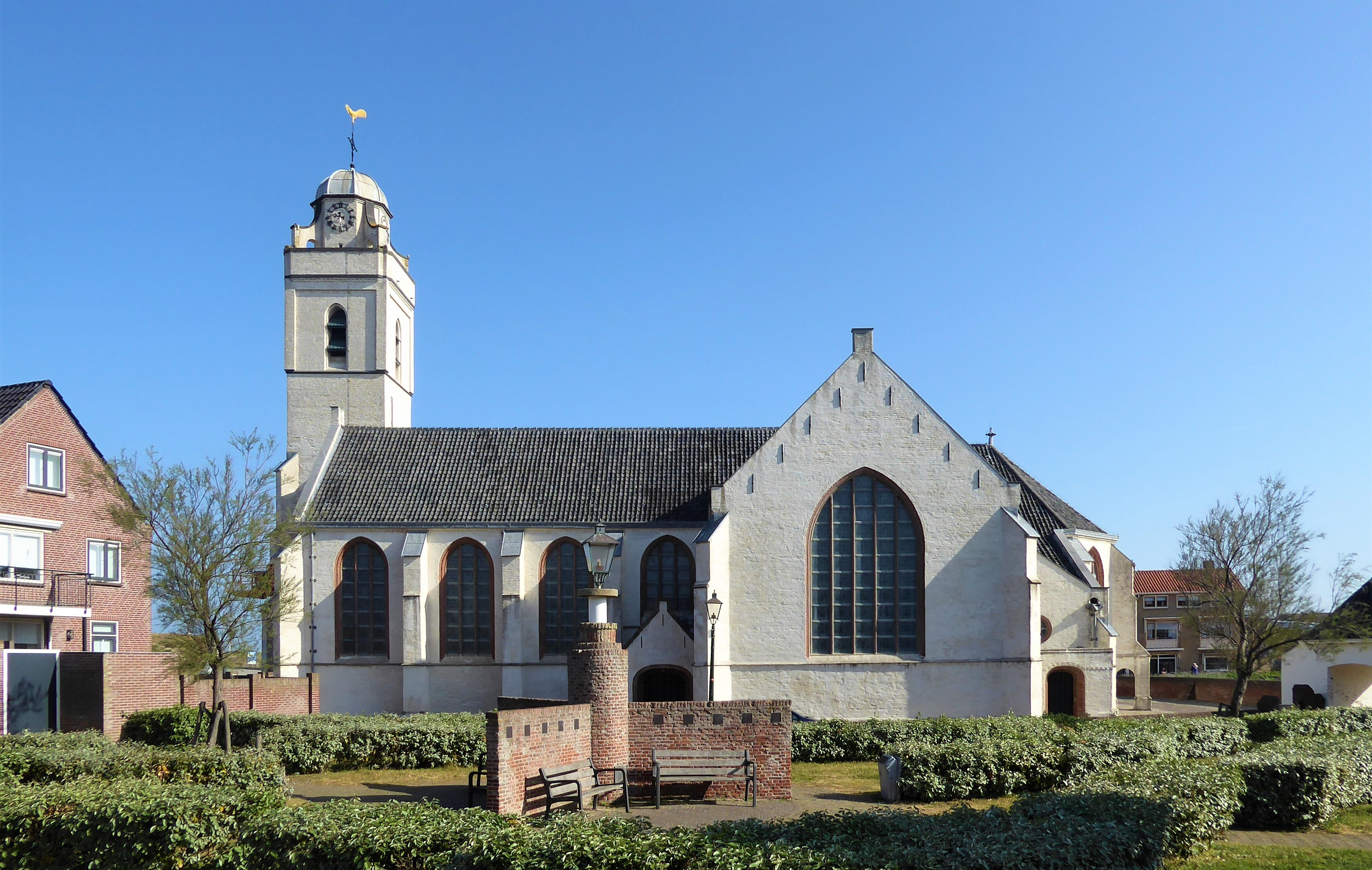
Die Andreaskerk

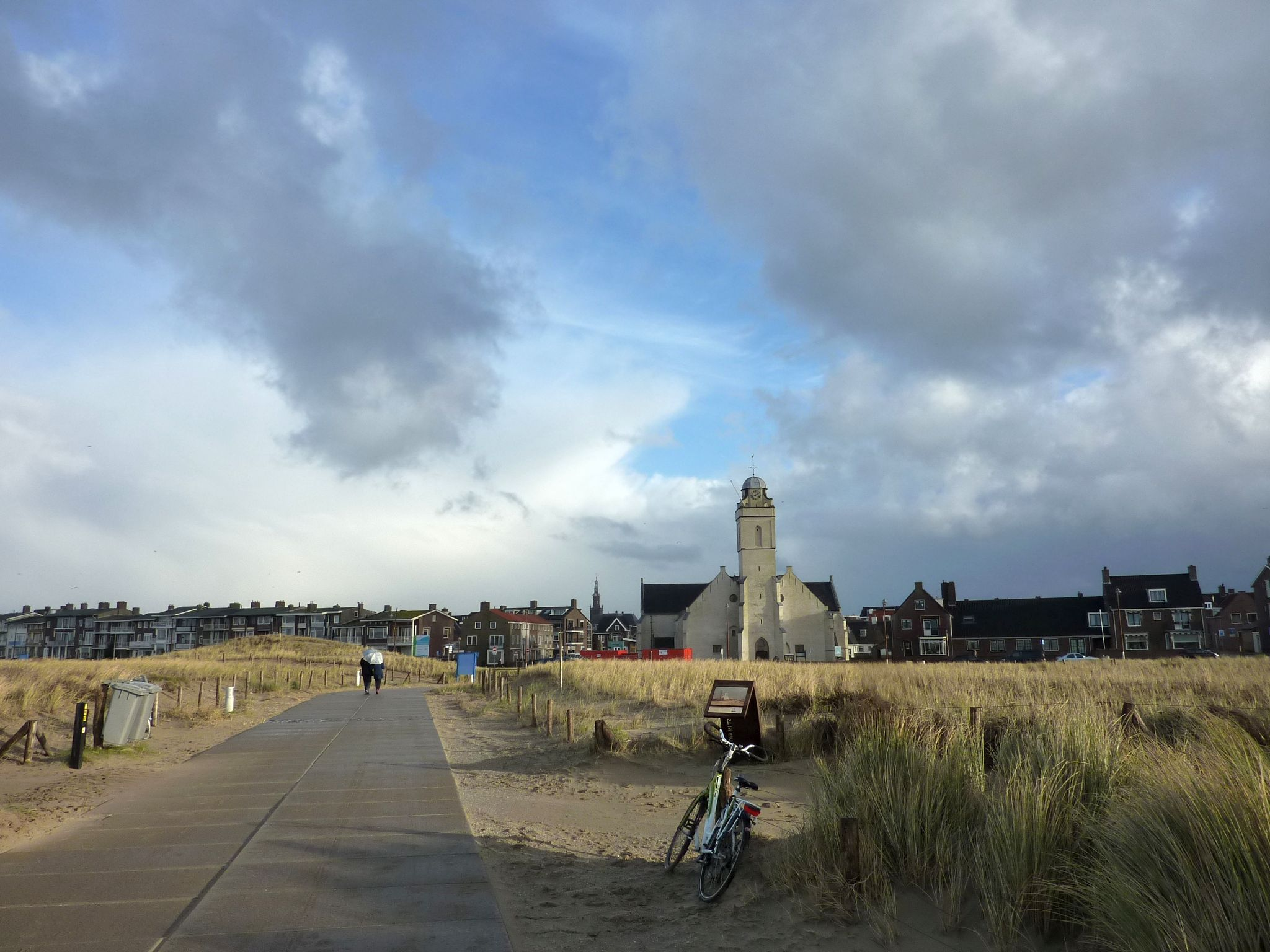
Die Andreaskerk direkt am Deich gelegen

Die Andreaskerk (auch: Oude Kerk; Alte Kirche) ist eine spätgotische evangelisch-reformierte Pfarrkirche in Katwijk aan Zee, einem Ortsteil von Katwijk (Provinz Südholland) in den Niederlanden. Die reformierte Kirchengemeinde gehört zur Protestantischen Kirche in den Niederlanden und das Kirchenschiff sowie der Turm der Kirche sind als Rijksmonumente eingestuft.

## Geschichte
Die bis zur Reformation unter dem Patrozinium des Apostels Andreas stehende Kirche entstand nach 1461 in spätgotischen Formen als Kreuzkirche, wobei das wuchtige Querhaus die Länge von Langhaus und Chor besitzt. 1572 wurde das Gotteshaus im Zuge des Achtzigjährigen Krieges durch spanische Truppen in Brand gesetzt. Erst 1709 war die Kirche wieder vollständig hergestellt. 1923–25 wurden das Querhaus und der dreiseitig geschlossene Chor neu aufgemauert. 1942 legten deutsche Besatzungstruppen die oberen Stockwerke des Kirchturmes nieder, der nach dem Krieg 1953 seine heutige Gestalt erhielt.

## Ausstattung

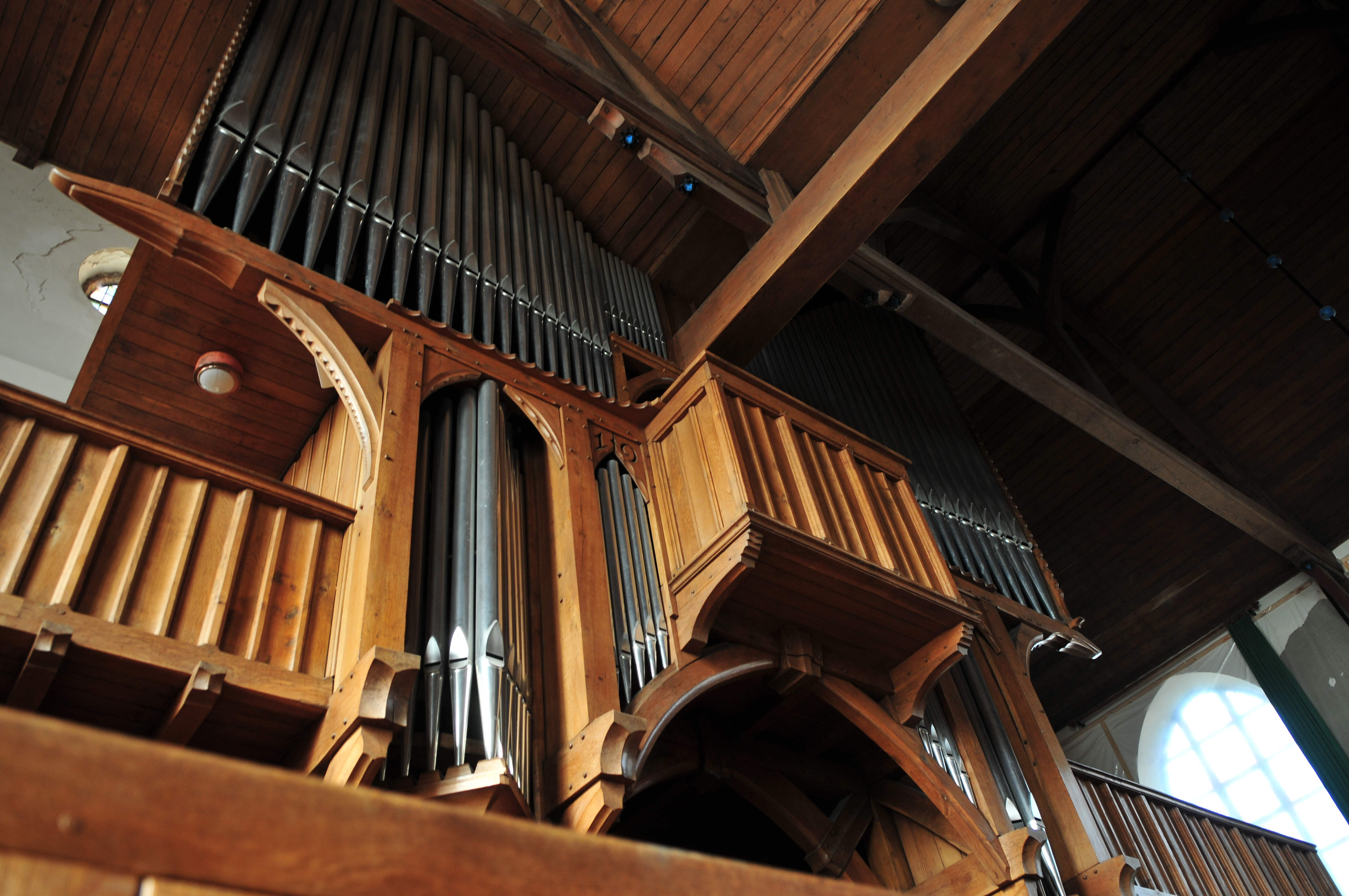
Blick auf die Orgel

Die Orgel wurde 1995 durch die Orgelbaufirma  J. L. van den Heuvel erbaut. Das Schleifladen-Instrument hat 25 Register auf zwei Manualwerken und Pedal. Die Spieltrakturen sind mechanisch, die Registertrakturen sind elektrisch.
| I Hauptwerk C-g3   |     |
| Prestant           | 16′ |
| Prestant           | 08′ |
| Roerfluit          | 08′ |
| Flûte harmonique   | 08′ |
| Octaaf             | 04′ |
| Fluit              | 04′ |
| Octaaf             | 02′ |
| Mixtuur V          | 02′ |
| Cornet V (Diskant) | 08′ |
| Fagot              | 16′ |
| Trompet            | 08′ |
| Tremulant          |     |

| II Schwellwerk C-g3 |         |
| Bourdon             | 16′     |
| Holfluit            | 08′     |
| Viola di Gamba      | 08′     |
| Vox céleste         | 08′     |
| Openfluit           | 04′     |
| Nasard              | 02 ⁄3′  |
| Fluit               | 02′     |
| Tertiaan II         | 01 3⁄5′ |
| Hobo                | 08′     |
| Vox humana          | 08′     |
| Tremulant           |         |

| Pedal C-f1  |     |
| Contrabas 0 | 16′ |
| Subbas      | 16′ |
| Open Fluit  | 08′ |
| Bazuin      | 16′ |

- Koppeln: II/I, I/P, II/P